# Sediq Garuba
Ab Sediq Garuba Alari (Madrid, 2 de febrero de 2004) es un jugador de baloncesto español que juega en el FC Cartagena Baloncesto de la Primera FEB. Con 1,93 metros de estatura juega en la posición de alero. Es hermano del también baloncestista Usman Garuba.

## Trayectoria

### Inicios
Sediq nació en Madrid y con apenas 11 años ingresó en las categorías inferiores del Real Madrid, en 2015 procedente del EDM Azuqueca, incorporándose al infantil B.
El jugador iría quemando etapas dentro del Real Madrid, formando parte de los equipos infantil A y ambos equipos cadete.
En la temporada 2020-21 Sediq forma parte del equipo júnior del Real Madrid, con el que lograría el Torneo de Euroleague Basketball Next Generation Tournament juvenil.

### Profesional
El 23 de diciembre de 2021, hizo su debut profesional en Euroliga en una victoria por 71-65 sobre PBC CSKA Moscú, anotando 2 puntos en 16 minutos de partido.
El 16 de julio de 2022, firma por el FC Cartagena Baloncesto de la Liga LEB Plata

## Selección nacional
Internacional con las categorías inferiores de España, el 7 de agosto de 2022, fue campeón del EuroBasket Sub-18 celebrado en Turquía.
El 2 de julio de 2023 ganó el oro en el Mundial Sub-19 celebrado en Debrecen (Hungría).